# 包厚昌
包厚昌（1911年9月29日—1992年2月10日），曾用名赵大年、周柏生，男，江苏无锡东亭镇长大厦分水墩村人，中华人民共和国政治人物。

## 生平
九一八事变后，参加无锡职业青年业余读书会等进步团体，参加无锡地区的青年抗日救亡运动。1936年8月参加革命。
1937年底随“无锡抗日青年流亡服务团”至新四军南昌办事处，随后被闽北特委派到“青年战地服务团”做抗日宣传工作。1938年2月加入中国共产党。1938年8月，赴江南抗日游击根据地，开展敌后武装斗争和民运工作。历任江南抗日义勇军三路（叶飞部）连政治指导员、营政治委员，江阴民众抗日自卫队政治处主任，新四军第六师江南保安司令部警卫一团政治处主任、团政治委员，澄锡虞中心县委委员。参与开辟了澄锡虞根据地。1941年7月，日伪军集中1万余兵力对苏常太地区进行残酷“清乡”，随军渡江北撤苏中三分区。1942年初，新四军第六师师长谭震林指示澄锡虞中心县委“设法渡江南下，重新打开澄锡虞地区局面”。为摸清敌情，率6名侦察员奉命渡江南下侦察。1942年5月澄锡虞中心县委决定抽调2个排50余人的兵力由包厚昌率队赴江南展开游击战，并组织地方干部30余人随军南下恢复群众工作。登岸后13天与日伪军打了15仗，此后7个多月化整为零、分散行动，指战员有的牺牲、负伤，也有的离队甚至变节。1942年11月，包厚昌率仅有的一名排长和两位侦察员再度北撤。1945年1月，根据中共中央关于“扩大解放区、缩小沦陷区”的号召，新组建的苏中六地委和苏中第六军分区司令部决定，由地委委员兼军分区司令员包厚昌率部三下江南相机开展工作。1945年6月，为迎接抗日战略大反攻，包厚昌奉命从苏北带一个主力连队四下江南。澄锡虞、苏常太地区的抗日游击武装则发展到1000多人，不久就迎来抗日战争的最后胜利。
第二次国共内战期间，历任苏中一地委委员、苏中军区第一军分区政治部副主任。华中十地委常委兼苏常太工委书记，华中工委江南工作委员会副书记。1949年4月随解放大军渡江作战，接管新解放的无锡市，任无锡市副市长等职。 
中华人民共和国成立后，历任无锡市委常委、无锡市副市长，无锡市总工会主席，无锡市委副书记兼市长，无锡市委书记兼市长，无锡市委第一书记。。1960年4月，升任中共江苏省委书记处候补书记、副省长兼计委主任，发展了江苏省“五小”农用工业。后升任省委书记处书记。文革后复出，任南京化工总厂党委书记，仪征化纤总厂筹建领导小组副组长。1979年2月起，任中共江苏省委书记，书记处书记，省政协第四届委员会主席。
中共八大代表，全国总工会八届执委会委员。